# Pachyanthus
Pachyanthus es un género  de plantas fanerógamas pertenecientes a la familia Melastomataceae.

## Descripción
Son arbustos robustos; con ramitas teretes a angulosas con crestas interpeciolares conspicuas o sin ellas en las ramitas más distales. Hojas coriáceas, 3-5-plinervias, aplanadas a revolutas, los márgenes enteros. Flores 5(6)-meras, sésiles, en cimas terminales de pocas flores (1-7 o rara vez hasta 13 flores); ejes comprimidos o aplanados. Hipanto coriáceo, cilíndrico-campanulado, pero no constricto por encima del ovario; cáliz truncado y hialino en la antesis pero superficialmente pareciendo lobado en el fruto debido a los 5-6 lobos en forma de cáliz, persistentes, oblongos o triangulares, que se rompen hacia abajo desde el ápice del hipanto; dientes exteriores del cáliz 5 o 6, muy cortos a alargados, teretes o conspicuamente aplanados. Pétalos ovados a obovados, glabros o papilosos, la base en general abruptamente angostada, el ápice agudo, acuminado u obtuso. Estambres 10 o 12, isomorfos, glabros, típicamente declinados hacia un lado de la flor; anteras ovadas a linear-oblongas, dehiscentes por un poro apical truncado a ventralmente inclinado; conectivo engrosado dorsalmente pero no con apéndices conspicuos. Ovario 3-5-locular, parcial a completamente ínfero; estigma truncado a capitado. Fruto en baya robusta, coriácea, con muchas semillas; testa lisa a diminutamente esculpida.

## Taxonomía
El género fue descrito por Achille Richard y publicado en Histoire Physique, Politique et Naturelle de l'Ile de Cuba ... Botanique. -- Plantes Vasculaires 10: 263–264. 1845.  La especie tipo es: Pachyanthus cubensis A. Rich.	

## Especies
- Pachyanthus angustifolius Griseb.
- Pachyanthus blancheanus Urb. & Ekman
- Pachyanthus corymbiferus Cogn.
- Pachyanthus corymbosus Triana
- Pachyanthus cubensis A. Rich.
- Pachyanthus longifolius Jenn.
- Pachyanthus lundellianus (L.O. Williams) Judd & Skean
- Pachyanthus oleifolius Griseb.
- Pachyanthus poiretii Griseb.
- Pachyanthus urbanianus Cogn.